# Nicolas Minassian

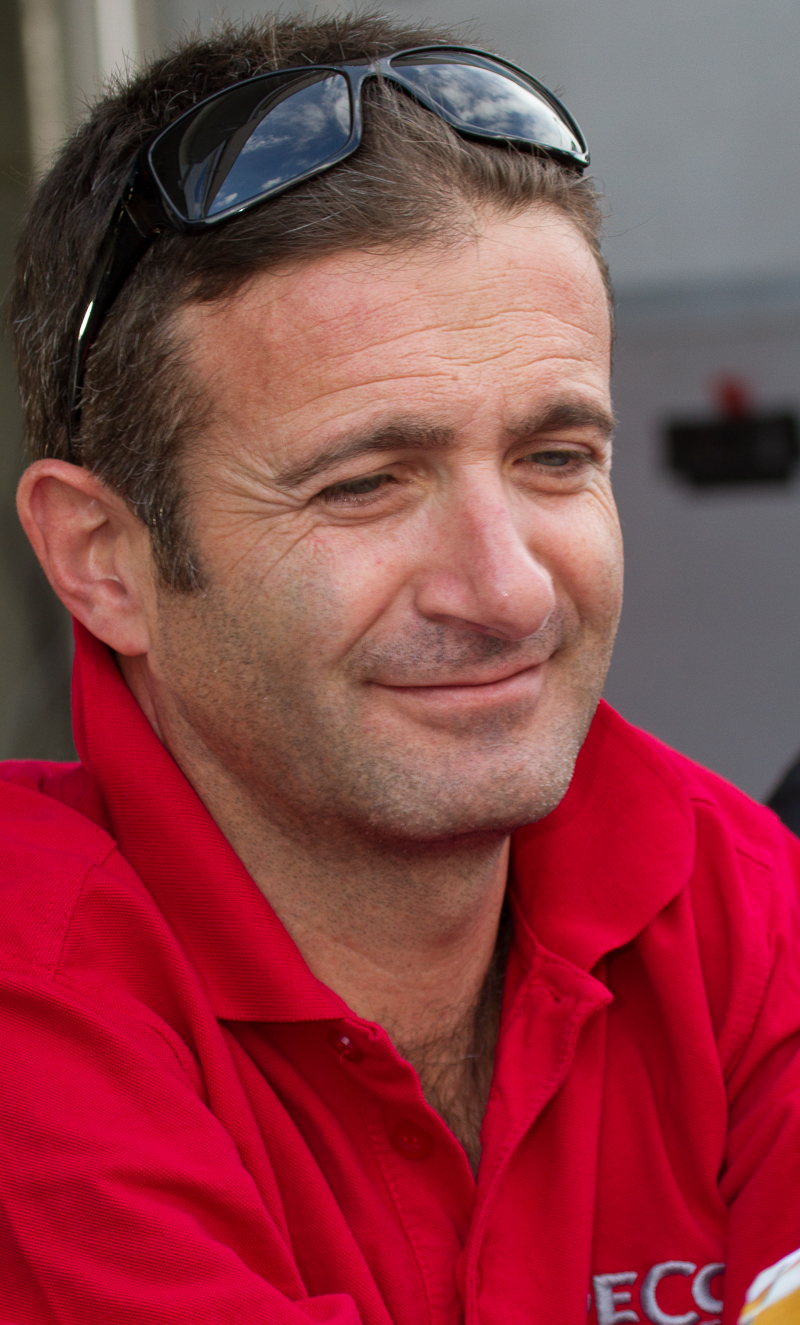
Nicolas Minassian, 2012

Nicolas Minassian, född den 28 februari i Marseille, Frankrike är en fransk racerförare med armenisk bakgrund.

## Racingkarriär
Minassian var en relativt bra formelbilsförare, men hade oflyt och fick aldrig någob chans i formel 1, trots en andraplats i formel 3000 2000. Numera kör han sportvagnar för Peugeot i Le Mans Series, där han är framgångsrik, och vann titeln 2007.